# Blanco Encalada (frégate blindée)
Pour les articles homonymes, voir Blanco Encalada.
L'Almirante Blanco Encalada, ou simplement Blanco Encalada, est une frégate blindée construite par Earle's Shipbuilding Co. en Angleterre pour la marine chilienne en 1875. Elle était surnommée El Blanco du nom du président chilien Manuel Blanco Encalada. Elle a participé activement à la Guerre du Pacifique (1879-1884), et son action la plus importante fut la capture du monitor péruvien Huáscar pendant le combat naval d'Angamos en 1879 .
Le Blanco Encalada faisait partie des forces du Congrès qui ont renversé le président José Manuel Balmaceda Fernández lors de la guerre civile chilienne de 1891. Il a été coulé pendant ce conflit le 23 avril 1891, devenant le premier navire de guerre à être coulé par une torpille automotrice.

## Historique
En 1871, le président du Chili, Federico Errázuriz Zañartu, envoya au Congrès national un projet de loi autorisant l'exécutif à acquérir deux navires de guerre blindés. Le projet de loi, qui n'a été approuvé que par un vote de défiance, stipulait que les deux navires seraient des frégates de taille moyenne et ne coûteraient pas plus de 2 millions de pesos.

### Construction et mise en service
Alberto Blest Gana, l'ambassadeur au Royaume-Uni, a été chargé du projet. Il a engagé le concepteur de navires Edward James Reed, un ancien architecte naval de l'Amirauté britannique, comme conseiller technique. Il a engagé Earle's Shipbuilding Co. à Kingston upon Hull, dans le Yorkshire, pour effectuer la construction.
Les deux navires ont été nommés Almirante Cochrane et Valparaíso mais plus tard, à l'arrivée au port le 24 janvier 1876, Valparaíso a été rebaptisé Blanco Encalada par décret du ministre de la Guerre et de la Marine le 15 septembre 1876. C'était en l'honneur de l'amiral et premier président de la République du Chili, Manuel Blanco Encalada. La construction de Blanco Encalada a commencé en avril 1872 et le navire a été lancé en 1875.
En janvier 1878, le président Aníbal Pinto Garmendia a ordonné à l'ambassadeur en Europe, Alberto Blest Gana, de mettre les navires en vente dès que le différend avec l'Argentine serait résolu pour aider à atténuer les crises économiques qui sévissaient au Chili. Au nom de Blest Gana, Reed a offert au Royaume-Uni Cochrane pour 220.000 livres sterling, mais les Britanniques n'étaient pas intéressés. Il a ensuite tenté de vendre les navires à la Russie avec le même résultat.

### Service opérationnel
Étant le navire amiral de l'armada chilienne, Blanco Encalada a participé activement à la guerre du Pacifique. Les premières actions de la frégate, sous le commandement de l'amiral Juan Williams Rebolledo (en), consistèrent à prendre part au blocus d'Iquique et à l'expédition ratée vers le port de Callao.
Par la suite, Blanco Encalada a tenté, sans succès, de chasser le monitor péruvien Huáscar. L'incapacité de l'amiral Williams à mettre fin à ce qui est devenu connu sous le nom du "Raid Huáscar" l'a finalement motivé à démissionner de son commandement. L'échec d'une victoire décisive contre le monitor est principalement dû au mauvais état des moteurs et des chaudières du Blanco Encalada et à l'habileté du commandant du navire péruvien.
Le commandement de Blanco Encalada revient au nouveau commandant en chef de la marine, le comador Galvarino Riveros Cárdenas (en), qui ordonne à l'armada chilienne de regrouper et de réparer les navires. À cet effet, Blanco Encalada était ancré à Mejillones pour effectuer des réparations sur le moteur dans les ateliers de la société Salitres de Antofagasta. La coque a été nettoyée à l'aide de plongeurs venus de Valparaíso. Le succès des réparations, qui se sont achevées fin septembre, a cependant été limité. Le navire ne pouvait atteindre, lors d'un voyage d'essai, qu'une vitesse de 9 nœuds (17 km/h). Après les réparations, Blanco Encalada a participé à la bataille d'Angamos où la flotte chilienne s'empara finalement du Huáscar le 8 octobre 1879. La dernière action à laquelle participa Blanco Encalada fut la capture, aux abords de Mollendo, de la canonnière Pilcomayo le 18 novembre.

### Naufrage

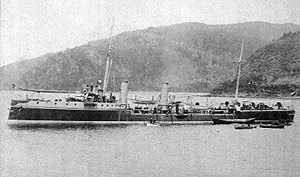
Canonnière Patricio Lynch.

Blanco Encalada a été coulé par la canonnière-torpilleuse Patricio Lynch lors de la bataille de Caldera Bay (Battle of Caldera Bay (en), au Chili, le 23 avril 1891 pendant la guerre civile chilienne de 1891.

## Galerie

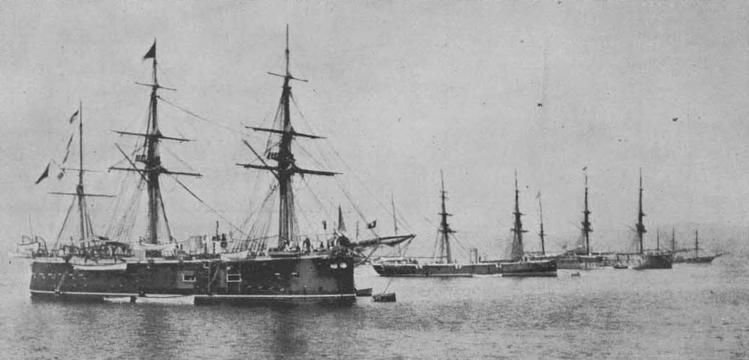
Escadre chilienne avec le Blanco Encalada
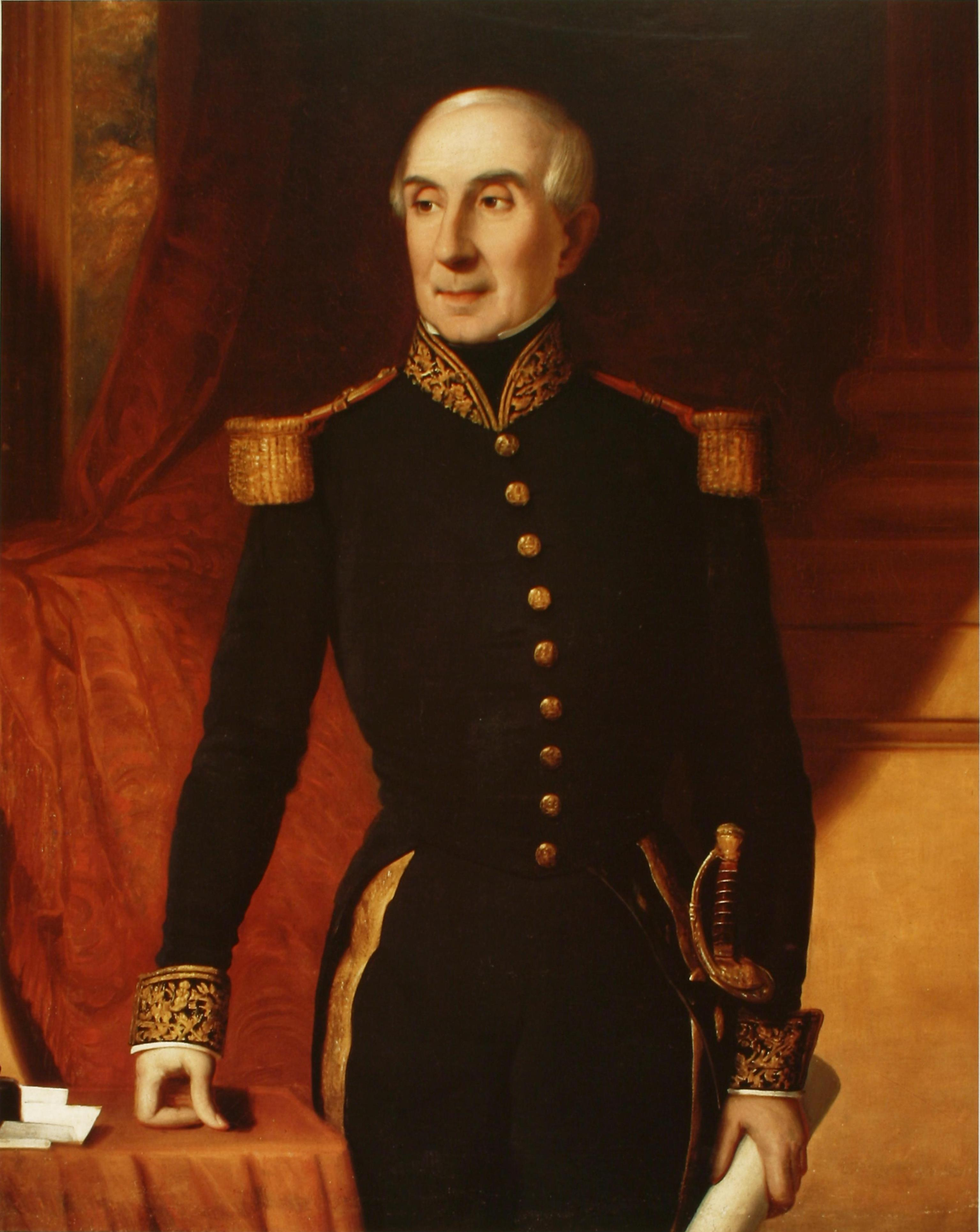
Manuel Blanco Encalada
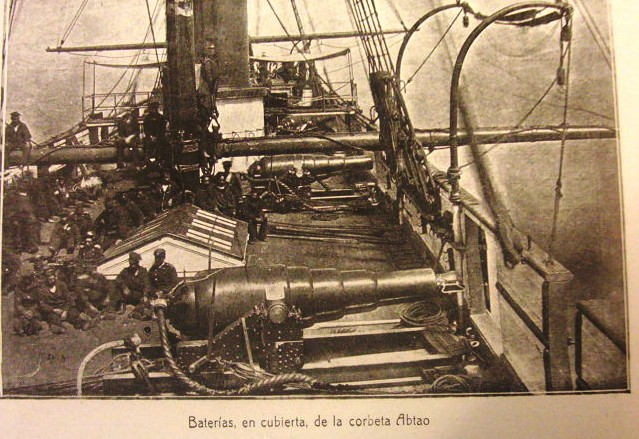
Batterie de la corvette Abtao